# Hellschreiber

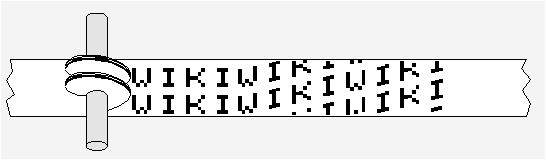

A Hellschreiber, Feldhellschreiber, FeldHell vagy Typenbildfeldfernschreiber (más néven Hell-Schreiber, melyet feltalálójáról, Rudolf Hellről neveztek el) egy fax alapú telexgép, amelyet Rudolf Hell talált fel.
A korabeli írógéprendszereken alapuló, mechanikailag bonyolult és drága telexgépekhez képest a Hellschreiber sokkal egyszerűbb és robusztusabb volt, sokkal kevesebb mozgó alkatrésszel. További előnye, hogy érthető kommunikációt képes biztosítani még nagyon rossz minőségű rádió- vagy telefon- vagy egyéb kábelkapcsolatokon keresztül is, ahol a hang vagy más átvitt jel érthetetlenek lennének.
A Hellschreiber masinák óriási előnye, hogy még erős légköri zavaroknál is üzembiztonság szempontjából többszörösen felülmúlják a kézi-, illetve gépadást. Amíg ugyanis a Morse vagy ötös abc használata mellett a légköri zavarok akár azáltal, hogy egyes impulzusok kimaradnak, akár úgy, hogy hogy a szünetek helyett jelek jönnek, a leadott betűt másra nem változtatják meg. Tapasztalatból mondható, a leadott jel legfeljebb halványabb lesz. Telepítésük viszonylag egyszerű, s üzembe helyezésük sem vesz igénybe néhány percnél többet. Kezeléséhez egy ember elegendő.

## Története[2]

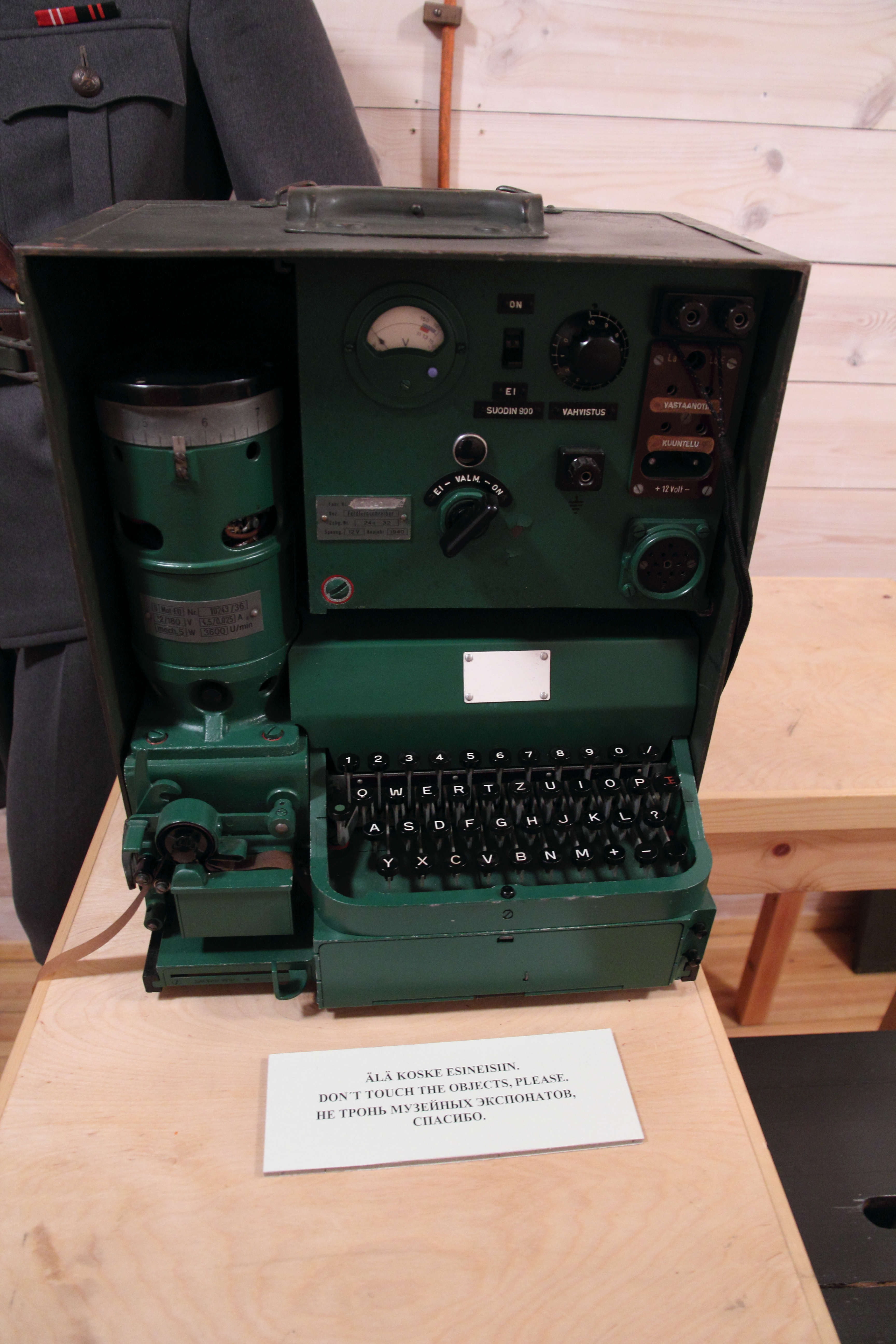
Második világháborúban használt német Hellschreiber gép.

A készüléket először az 1920-as évek végén fejlesztették ki, és az 1930-as években kezdték el használni, főként vezetékes sajtószolgálatoknál.
Rudolf Hell 1925-ben jutott el odáig, hogy működőképes lett a berendezése, amit Hellschreibernek nevezett el. Az írógépbillentyűzeten leütött betűnek nem a kódját, hanem a vételi oldalon a megjelenítéshez szükséges képpontjait vitte át az analóg vonalon a rendszer. Éppen ezért nehéz besorolni találmányát, valahol az a teletype távíró és a faximile berendezés közé helyezhető el.
Hell 1929-ben kapta meg a találmányára a szabadalmat és azonnal nekikezdett a berendezés gyártásának. A gyárat Potsdamban, a Babelsberg városrészben rendezte be. Ez a gyár a második világháború alatt megsemmisült, de Hell Kielben újra berendezkedett az akkor már népszerű Hellschreiber gyártására és további találmányait is Kielben valósította meg.
A Hellschreibernek sok változata született és néhány ezek közül sikeres utat járt be. Hell ezzel a sajátos átviteli móddal ugyanis egy zajokra, zavarokra kevésbé érzékeny rendszert hozott létre és különböző átviteli közegek használatára is alkalmassá tette a berendezést. Így szöveget lehetett vele továbbítani telefonvonalon, ekkor egy hagyományos telefonhívással lehetett felépíteni a kapcsolatot, majd a berendezések ezen keresztül kapcsolódva képesek voltak a ritmikus módon gépelt szöveget a fogadó oldalon rögtön egy papírszalagra nyomtatni.
Az 1929-ben szabadalmaztatott rendszer – melyet Feld-Hell rendszernek is neveznek – még csak a telefonvonalon keresztül forgalmazó berendezést írja le, ez egy vivőfrekvencián dolgozik és sorosan továbbítja a karakter 49 alkotóelemét. Oszloponként alulról felfelé haladva küldi el a jeleket, I-1, I-2, …I-7, II-1, II-2 stb. sorrendben. A fejlettebb MT-Hell család –amit Hell 1937-ben szabadalmaztatott – már többfrekvenciás vivőt használ, amiket a vevőoldal LC szűrőkkel választ szét. Itt már a vevőoldal 7 tűs nyomtatót használt a hengerre felvitt spirális nyomófelület helyett.
Hazai érdekesség hogy a Hellschreiber Feld-Hell változatát Magyarországon hosszan tanulmányozták, s ennek alapján létrehozták a HTG-1-es berendezést, mely gyakorlatilag a német változat koppintása. Az ötvenes években a Telefongyár nagy sorozatban gyártotta, volt olyan év, amikor 1500 darab is készült a Hungária körúti épületben. Fontos megjegyezni, a korunkra maradt ismert példányok száma nem éri el az egy tucatot – annak ellenére sem, hogy Germuska Pál rendkívül alapos és nagyon olvasmányos, a magyar hadiipart tárgyaló könyve szerint akadt olyan esztendő, amikor másfél ezer példány került ki belőlük a zuglói üzem kapuján.
Elkészült az a változat is, amelyik rádiócsatornán keresztül vitte át a jeleket, ekkor már a telefonvonalra sem volt szükség,
A második világháború alatt a német hadsereg néha az Enigma titkosítórendszerrel együtt használta. Ebben az üzemmódban azonban sok különböző modulációs rendszert lehetett használni és éppen ez adta meg a Hellschreiber kiváló alkalmazhatóságát. Nem véletlen, hogy a második világháborúban széles körben használták, ugyanis a rossz minőségű vonalakon vagy a gyengébb minőségű rádiócsatornákon is megbízhatóan tudott működni.
A háború utáni korszakban egyre elterjedtebbé vált a hírügynökségek körében és ebben a szerepben egészen az 1980-as évekig használták.
Manapság a Hellschreibert a rádióamatőrök kommunikációs eszközként használják számítógépek és hangkártyák segítségével; az így létrejövő módot Hellschreibernek, FeldHellnek vagy egyszerűen Hellnek nevezik.

## Működése
A Hellschreiber egy sor szöveget függőleges oszlopok sorozataként küld. Minden oszlop függőlegesen pixelekre bontódik, általában 7x7 pixeles rácsot használva a karakterek ábrázolására. Egy sor adatai ezután be-ki jelek sorozataként kerülnek a vevőhöz, a közegtől függően különféle formátumokban, de általában 112,5 baud sebességgel.
A vevőoldalon egy papírszalagot állandó sebességgel adagolnak egy hengeren. A papírszalag felett egy forgó henger található, amelynek felületén apró, spirális mintázatú dudorok találhatók. 
A vett jelet felerősíti, és egy mágneses működtetőhöz küldi, amely a hengert a papírszalagra húzza, és egy pontot kalapál a papír felületébe.
A Hellschreiber minden vett oszlopot kétszer nyomtat ki, egymás alá. Ez a berendezésben gyakran előforduló apró időzítési hibák kompenzálására szolgál, és a szöveg dőlését okozza. A vett szöveg úgy nézhet ki, mint két azonos szöveg, amelyek egymás alatt jelennek meg, vagy egy szövegsor, amely középen jön ki, levágott sorokkal felette és alatta. Mindkét esetben legalább egy egész betű mindig olvasható.
Az eredeti Hellschreiber-gép mechanikus eszköz volt, így lehetséges volt „fél pixeleket” küldeni. A B-ben a hurkok jobb végeit például kissé el lehetett tolni az olvashatóság javítása érdekében. Bármely bekapcsolt jel azonban legalább 8 ms-ig tarthatott, egyrészt a rádión elfoglalt sávszélesség korlátozása, másrészt a vevőberendezés mechanikai felépítésével kapcsolatos okok miatt.
A szoftveres implementáció eredményeként létrejött fejlesztések:
- A vett jel ábrázolása szürkeárnyalatokkal a monokróm helyett, ezáltal sokkal könnyebbé téve a gyenge jelek olvasását.
- Átállás egy másik betűtípusra. Ez a rendszer nemzetközi és független a karakterkészletektől: bármi, ami 7 pixel magas rácson belül jelölésként ábrázolható, továbbítható ezzel a rendszerrel.

Rádión továbbított FeldHell spektrumképe:

## Altípusok
Hellschreiber módokból az évek során számos változat keletkezett, amelyek közül sok az 1990-es évek rádióamatőr erőfeszítéseinek köszönhető. Példák ezekre:
- PSK Hell: a pixel fényereje a vivőt fázisban modulálja az amplitúdó helyett. Szigorúan véve a fázisváltozásban kódolják (differenciális fáziseltolásos kódolás): a pixel elején lévő változatlan fázis fehéret, a fordított fázis pedig feketét jelent. 105 vagy 245 baudon működik.
- FM Hell vagy FSK Hell frekvenciamodulációt, illetve frekvenciabillentyűzést használ a fázis gondos szabályozásával, lényegében minimális fáziseltolásos kódolással. A leggyakoribb változat az FSK Hell-105.
- Duplo Hell egy kéthangú mód, amely két oszlopot küld egyszerre különböző frekvenciákon (980 Hz és 1225/1470 Hz).
- A C/MT Hell vagy egyidejű többhangú Hell az összes sort egyszerre küldi különböző frekvenciájú hangokat használva. Az átvitel FFT kijelzőn vagy vízesésdiagramon olvasható le. Nagy felbontást tesz lehetővé. Az S/MT Hell vagy szekvenciális többtónusú Hell hasonló a C/MT-hez, de egyszerre csak egy hangot küld (egy sorhoz). Ennek eredményeként a fogadott karakterek kissé ferdék, ferde betűtípusnak tűnnek.

### Különféle altipusok összehasonlítása[5]
| Mód          | Symbol Rate (baud) | Gépelési sebesség | Gépelési sebesség | Telítettség (%) | Sávszélesség (Hz) |
| Mód          | Symbol Rate (baud) | cps (karakter/s)  | wpm (word/perc)   |                 |                   |
| ------------ | ------------------ | ----------------- | ----------------- | --------------- | ----------------- |
| Feld-Hell    | 122.5              | ~ 2.5             | 25                | ~ 22            | 350               |
| Slow Hell    | 14                 | ~ 0.28            | 2.8               | ~ 22            | 40                |
| Feld-Hell X5 | 612.5              | ~ 12.5            | 125               | ~ 22            | 1750              |
| Feld-Hell X9 | 1102.5             | ~ 22.5            | 225               | ~ 22            | 3150              |
| FSK-Hell     | 245                | ~ 2.5             | 25                | ~ 80            | 490               |
| FSK-Hell 105 | 105                | ~ 2.5             | 25                | ~ 80            | 210               |
| Hell 80      | 245                | ~ 5.0             | 50                | 100             | 800               |

A jel oszlopokban kerül átvitelre. A vevő általában minden oszlopot kétszer jelenít meg, egymás alatt. Ez azért történik, hogy csökkentse az időzítési hibák által okozott torzulást.
Minden oszlop egyenlő időszeletekben kerül elküldésre, és az egyik oszlop elküldéséhez szükséges idő a változattól függ. Íme egy kis táblázat, amely ezt mutatja:
| Mód          | Oszlop-idő (s) |
| ------------ | -------------- |
| Feld-hell    | 1 / 17.5       |
| Slow hell    | 1 / 17.5 * 8   |
| Feld-hell X5 | 1 / 17.5 / 5   |
| Feld-hell X9 | 1 / 17.5 / 9   |

A táblázatból látható, hogy az alapértelmezett módszer 17,5 oszlopot továbbít egy másodperc alatt, a gyorsabb módok 5-ször és 9-szer gyorsabbak, a lassabb mód pedig 8-szor lassabb.
A gyorsabb változatok nagyobb sávszélességet használnak és kevésbé ellenállóak a zajjal szemben, míg a lassabb változatok keskeny jelekké válnak, amelyeket erős zaj esetén is lehet dekódolni. Ha előre ismerjük a feltételeket, jó kompromisszum választható annak érdekében, hogy a jelet a lehető leggyorsabban továbbítsa anélkül, hogy érthetetlenné válna.
Ha a jelet hangként generálják, akkor vivőfrekvenciára kell állítani. Az 1500 Hz jó alapértelmezett érték lehet.

## Slowfeld
A Slowfeld egy kísérleti keskenysávú kommunikációs program, amely a Hellschreiber-elvet alkalmazza – megkövetelve, hogy az adó és a vevő azonos oszlop-letapogatási sebességet használjon.
Az adatokat nagyon lassú sebességgel küldik, és egy gyors Fourier-transzformációs rutinon keresztül veszik, így a kimenő jel csak néhány Hz-es sávszélességet foglal.
Amíg a hangolás egy meghatározott tartományban van, az eredmény megjelenik. Az átviteli sebesség lehetséges értékei 3, 1.5 és 0.75 karakter másodpercenként. A Slowfeld sokszor akkor is használható eredményesen, ha minden más kommunikációs módszer kudarcot vall.

## Hellschreiber jel létrehozására és/vagy dekódolására alkalmas szoftverek[8]
| Software                 | OS                                                       | CAT                                                      | Log                                                      |
| ------------------------ | -------------------------------------------------------- | -------------------------------------------------------- | -------------------------------------------------------- |
| fldigi                   | Linux, Mac, Windows                                      | yes                                                      | yes                                                      |
| MultiPSK                 | Windows                                                  | yes                                                      | yes                                                      |
| IZ8BLY Hellschreiber     | Windows                                                  | no                                                       | no                                                       |
| Hellschreiber by mrgnpza | Android, mikrofonhoz való hozzáférést engedélyezni kell. | Android, mikrofonhoz való hozzáférést engedélyezni kell. | Android, mikrofonhoz való hozzáférést engedélyezni kell. |

## Hellschreiber forgalmazásra használható rádióamatőr frekvenciák[9]
| Band   | Alapfrekvencia a rádiókészüléken (kHz) | Helye a spektrogrammon (Hz) | Aktualis frequency (kHz) | SSB mód | CEPT lic. | WARC sáv |
| ------ | -------------------------------------- | --------------------------- | ------------------------ | ------- | --------- | -------- |
| 80m    | 3559                                   | 1500                        | 3560.5                   | USB     |           |          |
| 80m    | 3575                                   | 1500                        | 3576.5                   | USB     |           |          |
| 80m    | 3582                                   | 1500                        | 3583.5                   | USB     |           |          |
| 80m    | 3590.5                                 | 1500                        | 3592                     | USB     | F         |          |
| 60m    | 5354                                   | 1500                        | 5355.5                   | USB     | F         |          |
| 40m    | 7045                                   | 1500                        | 7046.5                   | USB     | F,N       |          |
| 40m    | 7096                                   | 1500                        | 7097.5                   | USB     | F,N       |          |
| 🌐 30m | 10135                                  | 1500                        | 10136.5                  | USB     |           | ⭐       |
| 🌐 30m | 10144                                  | 1500                        | 10145.5                  | USB     | F         | ⭐       |
| 20m    | 14068                                  | 1500                        | 14069.5                  | USB     |           |          |
| 20m    | 14071                                  | 1500                        | 14072.5                  | USB     | F,N       |          |
| 🌐 20m | 14088                                  | 1500                        | 14089.5                  | USB     | F,N       |          |
| 17m    | 18105                                  | 1500                        | 18106.5                  | USB     | F         | ⭐       |
| 17m    | 18107                                  | 1500                        | 18107.5                  | USB     |           | ⭐       |
| 15m    | 21063                                  | 1500                        | 21064.5                  | USB     |           |          |
| 15m    | 21087                                  | 1500                        | 21088.5                  | USB     | F         |          |
| 12m    | 24920                                  | 1500                        | 24921.5                  | USB     |           | ⭐       |
| 12m    | 24924                                  | 1500                        | 24925.5                  | USB     | F         | ⭐       |
| 10m    | 28063                                  | 1500                        | 28064.5                  | USB     |           |          |
| 10m    | 28080                                  | 1500                        | 28081.5                  | USB     | F,N       |          |
| 10m    | 28100                                  | 1500                        | 28101.5                  | USB     |           |          |